# Julien Crampon
Pour les articles homonymes, voir Crampon.
Julien Crampon, né le 17 janvier 1992 à Paris, est un acteur français.

## Biographie
Julien Crampon a été remarqué en participant à des séries jeunesse, notamment Le QG, où il joue le jeune Enzo, sur Disney Channel.

## Filmographie

### Cinéma
- 2010 : Je vous aime très beaucoup, de Philippe Locquet : Marty
- 2012 : Bowling de Marie-Castille Mention-Schaar : Gaël
- 2013 : L'autre vie de Richard Kemp de Germinal Alvarez : Pierre Fabre

### Télévision

#### Séries télévisées
- 2007 : Duval et Moretti avec Jean-Michel Tinivelli et Bernard Yerlès : Julien Duval
- 2008 : Pas de secrets entre nous, de Christian Mouchart : Nils
- 2008 : Le QG de Philippe Percebois : Enzo
- 2008 : Que du bonheur ! de Pascal Bourdinaux : Jérémy
- 2010 : Victoire Bonnot avec Valérie Damidot : Rémy (6 épisodes)
- 2014 : Commissaire Magellan (1 épisode) : Loïc
- 2016 : Caïn (saison 4, épisode Le crépuscule des idoles) : Jérémie
- 2017 : Agathe Koltès, épisode Échappées mortelles : Eddy Vigier
- 2020 : Demain nous appartient, épisodes 668 à ... : Fabien Sargue
- 2021 : Camping Paradis (épisode "La fierté de mon père") : Romain
- 2021 : Manipulations, mini-série de Marwen Abdallah : Joseph
- depuis 2021 : Un si grand soleil : Tim
- 2024 : Les petits meurtres d'Agatha Christie (saison 3, épisode 10 : Meurtres au pensionnat) : Yvan Laroche

#### Téléfilms
- 2007 : La Légende des trois clefs avec Thierry Neuvic, Julie de Bona et Michel Duchaussoy, épisodes Les livres de la connaissance, Le chemin des cryptes et  La révélation de Patrick Dewolf : Jimmy
- 2011 : Dans la peau d'une grande avec Claire Keim, de Pascal Lahmani
- 2014 : Marge d'erreur, de Joël Santoni : Kévin Gossens
- 2020 : Crime à Saint-Affrique (ou Crime dans le Larzac) de Marwen Abdallah : Mickaël Hamon
- 2022 : Meurtres à Nancy de Sylvie Ayme : Antoine Weber
- 2022 : Le Village des endormis de Philippe Dajoux : Lucas
- 2025 : Meurtres en dentelles d'Adeline Darraux : Augustin Mole

## Doublage

### Cinéma

#### Films
- Justice Smith dans (5 films) :
  - Jurassic World: Fallen Kingdom (2018) : Franklin Webb
  - Pokémon : Détective Pikachu (2019) : Tim Goodman
  - Jurassic World : Le Monde d'après (2022) : Franklin Webb
  - Sharper (2023) : Tom
  - Donjons et Dragons : L'Honneur des voleurs (2023) : Simon le sorcier

- Fred Hechinger dans :
  - La Femme à la fenêtre (2021) : Ethan Russell
  - Fear Street, partie 1 : 1994 (2021) : Simon Kalivoda
  - Fear Street, partie 3 : 1666 (2021) : Simon Kalivoda / Isaac

- Lion Wasczyk (de) dans :
  - Bleu saphir (2014) : Raphael de Villiers
  - Vert émeraude (2016) : Raphael de Villiers

- Charlie Heaton dans :
  - Oppression (2016) : Steven Portman
  - Les Nouveaux Mutants (2020) : Samuel « Sam » Guthrie / Rocket

- Charlie Tahan dans :
  - Super Dark Times (2017) : Josh
  - Au pays des habitudes (2018) : Charlie

- Jorge Lendeborg Jr. dans :
  - Spider-Man: Homecoming (2017) : Jason Ionello
  - Spider-Man: Far From Home (2019) : Jason Ionello

- Nicholas Hamilton dans :
  - Ça (2017) : Henry Bowers
  - Ça : Chapitre 2 (2019) : Henry Bowers, jeune

- Alex Wolff dans :
  - Jumanji : Bienvenue dans la jungle (2017) : Spencer Gilpin
  - Jumanji: Next Level (2019) : Spencer Gilpin

- Logan Miller dans :
  - Escape Game (2019) : Ben Miller
  - Escape Game 2 : Le monde est un piège (2021) : Ben Miller

- Declan Michael Laird (en) dans :
  - Joli désastre (en) (2023) : Taylor Maddox
  - Beautiful Wedding (2024) : Taylor Maddox

- 2007 : Les Portes du temps : Will (Alexander Ludwig)
- 2007 : Margot va au mariage : Claude (Zane Pais)
- 2012 : Voisins du troisième type : un skateur (Johnny Pemberton)
- 2014[2] : Big Game : Oskari (Onni Tommila)
- 2015 : Maggie : Trent (Bryce Romero (en))
- 2016 : The Neon Demon : Dean (Karl Glusman)
- 2016 : Beauté cachée : Raffi (Jacob Latimore)
- 2016 : Lion : Guddu (Abhishek Bharate)
- 2017 : Un jour dans la vie de Billy Lynn : Sykes (Barney Harris)
- 2017 : Power Rangers : Jason Lee Scott / Ranger Rouge (Dacre Montgomery)
- 2017 : Undercover Grandpa : Jake Bouchard (Dylan Everett)
- 2017 : Combat de Profs : Neil (Austin Zajur)
- 2017 : Unicorn Store : Spencer (Cody Sullivan)
- 2017 : Goodbye Christopher Robin : ? (?)
- 2018 : L'Extraordinaire Voyage du fakir : ? (?)
- 2018 : Bumblebee : ? (?)
- 2018 : Aquaman : Arthur Curry / Aquaman adolescent (Kekoa Kekumano)
- 2019 : Dumbo : le jeune agent de la maintenance de « Dreamland » [Qui ?]
- 2019 : Malibu Rescue : Tyler (Ricardo Hurtado)
- 2019 : Booksmart : Jared (Skyler Gisondo)
- 2019 : Tolkien : Robert Q. Gilson, jeune (Albie Marber)
- 2019 : Le Chardonneret : Boris, jeune (Finn Wolfhard)
- 2019 : Maléfique : Le Pouvoir du mal : ? (?)
- 2019 : Alex, le destin d'un roi : Lance (Tom Taylor)
- 2019 : Mes autres vies de chien : Shane (Jake Manley)
- 2020 : Ultras : Roby (Roby Saitov)
- 2020 : The Craft : Les Nouvelles sorcières : Abe Harrison (Julian Grey)
- 2020 : Société Secrète de la Royauté : Mike (Noah Lomax)
- 2020 : Minuit dans l'univers : ? (?)
- 2020 : Freaky : Josh Detmer (Misha Osherovich (en))
- 2021 : A Week Away : Will Hawkins (Kevin Quinn)
- 2021 : Blue Miracle : Moco (Miguel Angel Garcia)
- 2021 : Awake : Noah (Lucius Hoyos)
- 2021 : Danse avec les queens : Sebbe (Max Ulveson)
- 2021 : Free Guy : un joueur qui témoigne (Ryan Doyle)
- 2022 : The Batman : le Joker (Barry Keoghan)
- 2022 : Spiderhead : Verlaine (Mark Paguio)
- 2022 : À l'Ouest, rien de nouveau : Paul Bäumer (Felix Kammerer)
- 2022 : Honor Society : Travis Biggins (Armani Jackson)
- 2022 : Rosaline : Tybalt (Alistair Toovey)
- 2022 : Le Dirigeant (es) : Gonzalo « Gonza » Torres (Valentín Wein)
- 2022 : Des bleus à l'âme (en) : Mike (Jonah Bishop-Pirrone)
- 2023 : King's Land : ? (?)
- 2025 : Évanouis : James Anthony (Austin Abrams)

#### Films d'animation
- 2016 : Angry Birds, le film : Chuck[3]
- 2016 : Kingsglaive: Final Fantasy XV : Ravus Nox Fleuret enfant
- 2017 : Lou et l'Île aux sirènes : Kunio
- 2017 : Drôles de petites bêtes : voix additionnelles (création de voix)
- 2017 : Le Monde secret des Emojis : Alex
- 2018 : Les Indestructibles 2 : Tony Rydinger
- 2018 : Seven Deadly Sins, le film : Prisoners of the Sky : King
- 2019 : Angry Birds : Copains comme cochons : Chuck[3]
- 2019 : Les Incognitos : Walter Beckett[4]
- 2020 : SamSam : Frapulo (création de voix)
- 2021 : Le Tour du monde en quatre-vingts jours : Passepartout (création de voix)
- 2021 : Pil : Rigolin / Maître Crapulo (création de voix)
- 2021 : The Witcher : Le Cauchemar du Loup : Vesemir jeune
- 2021 : Ride Your Wave : Minato
- 2022 : Entergalactic : voix additionnelles
- 2022 : Saules aveugles, femme endormie : Hiroshi
- 2023 : Élémentaire : le client cierge magique
- 2023 : Wish, Asha et la bonne étoile : Dario[5]

### Télévision

#### Téléfilms
- 2010 : Le courage d'une enfant : Nate Lujan (Lincoln Mark)
- 2015 : L'Enfant de Buchenwald : ? ( ? )
- 2016 : L'envie d'être mère : Adam Wilson (Jake Manley)
- 2020 : Mère porteuse pour star dangereuse : Ryan (Mitchell Hoog)
- 2020 : Amies à la vie, à la mort : Matthew (Tom Stevens)
- 2021 : Parents à perpétuité : Robby (Nils Hohenhovel)
- 2021 : Adolescence volée : Blake (Samuel Braun)[6]

#### Séries télévisées
- Lorenzo James Henrie dans : 
  - Fear the Walking Dead (2015-2016) : Chris Manawa (20 épisodes)
  - Marvel : Les Agents du SHIELD (2016) : Gabe Reyes (saison 4)

- Reed Horstmann dans : 
  - Ashley Garcia : géniale et amoureuse (2020) : Stick Goldstein (15 épisodes)
  - Intercomédies : Un événement sportif (en) (2020) : Stick Goldstein (épisode 3)

- 2015 : Between : Felix (Jesse Bostick) (saison 1)
- 2015 : Into the Badlands : Bale (Benjamin Papac) (saison 1)
- 2015 : Zoo : Daniel (Isaac White) (saison 1, épisodes 1 à 3)
- 2015 : No Offence : Stuart O'Connell (Tom Varey (en)) (1re voix, saison 1)
- 2015 : The Walking Dead : Ron Anderson (Austin Abrams) (1re voix, saison 5)
- 2015-2016 : The Kicks (en) : Steven (Adam Hochstetter) (5 épisodes)
- 2015-2019 : iZombie : Evan Moore (Nick Purcha) (7 épisodes)
- 2015-2019 : Le Maître du Haut Château : Thomas Smith (Quinn Lord) (21 épisodes)
- 2015-2022 : Better Call Saul : Joey Dixon (Josh Fadem (en)) (14 épisodes)
- 2016 : Night Shift : Denis [Qui ?]
- 2016-2017 : Son of Zorn : Alangulon « Alan » Bennett (Johnny Pemberton) (13 épisodes)
- 2016-2017 : The Get Down : MC Luke Skywalker Cage (Khalil Middleton) (4 épisodes)
- depuis 2016 : Stranger Things : Jonathan Byers (Charlie Heaton)
- 2017 : Shots Fired : Cory (Marqus Clae) (mini-série)
- 2017 : Godless : Truckee (Samuel Marty) (mini-série)
- 2017 : Good Doctor : Liam West (Coby Bird) (saison 1, épisode 7)
- 2017-2020 : Dark : Ulrich Nielsen (1986) (Ludger Bökelmann (de)) (6 épisodes)
- 2017-2022 : Ozark : Wyatt Langmore (Charlie Tahan) (41 épisodes)
- 2018 : L'Aliéniste : Sally (Jamie Kaye) (saison 1, épisodes 1 à 3)
- 2018 : Iron Fist : B.B. (Giullian Yao Gioiello) (saison 2)
- 2018 : Shooter : un membre de la confrérie de Red Bama Jr. [Qui ?] (saison 3, épisode 8)
- 2018-2019 : Élite : Christian Varela Expósito (Miguel Herrán) (8 épisodes)
- 2018-2019 : Vikings : Magnus (Dean Ridge (de)) (saison 5)
- 2018-2020 : Les 100 : Jordan Green (Shannon Kook-Chun) (30 épisodes)
- 2018-2021 : Dr Harrow : Callan Prowd (Hunter Page-Lochard (en)) (28 épisodes)
- 2018 / 2023 : The Chi : Charles « Coogie » Johnson (Jahking Guillory) (4 épisodes)
- 2018-2023 : DC Titans : Biff (Logan Thompson) (saison 1), Jason Todd / Robin II / Red Hood (Curran Walters) (26 épisodes)
- 2018-2022 : L'Amie prodigieuse : Nino Sarratore (Francesco Serpico) (15 épisodes)
- 2018[n 1]-2024 : Cobra Kai : Kyler (Joe Seo (en)) (27 épisodes)
- 2019 : Si je ne t'avais pas rencontrée : Jan (Joel Bramona) (5 épisodes)
- 2019 : Quicksand : Sebastian Fagerman (Felix Sandman)
- 2019 : Huge en France : Lucas « Luke » (Jordan Ver Hoeve)
- 2019 : Merry Happy Whatever : Sean Jr. (Mason Davis)
- 2019 : Northern Rescue (en) : Scout West (Spencer MacPherson) (10 épisodes)
- 2019 : Malibu Rescue : Tyler Gossard (Ricardo Hurtado) (9 épisodes)
- 2019 : Les Anonymes : Kalpen « Kal » Sharma (Ved Rao) (15 épisodes)
- 2019 : You're the Worst : Nock Nock (Lou Taylor Pucci) (saison 5)
- 2019-2021 : Black Lightning : Baron « TC » (Christopher Ammanuel) (19 épisodes)
- 2019-2024 : Umbrella Academy : Ben Hargreeves / The Horror / Numéro 6 (Justin H. Min) (36 épisodes)
- depuis 2019 : How to Sell Drugs Online (Fast) : Dan Riffert (Damian Hardung)
- 2020 : Curon (it) : Lukas (Luca Castellano)
- 2020 : Mythic Quest : Le Festin du corbeau : Pootie Shoe (Elisha Henig (en)) (saison 1)
- 2020-2022 : Love, Victor : Victor Salazar (Michael Cimino) (28 épisodes)
- 2020-2022 : Le Jeune Wallander : Kurt Wallander (Adam Pålsson) (12 épisodes)
- 2020-2023 : Mes premières fois : Trent Harrison (Benjamin Norris) (34 épisodes)
- depuis 2020 : Industry : Kenny Kilbane (Conor MacNeill)
- depuis 2020 : À l'ombre des Magnolias : Kyle Townsend (Logan Allen)
- 2021 : Black Space : Shaul (Eyal Shikratzi)
- 2021 : Clickbait : Vince (Jack Walton) (mini-série)
- 2021 : American Horror Stories : Rory (Nicolas Bechtel (en)) (saison 1, épisode 7)
- 2021 : Perdus dans l'espace : Liam Tufeld (Charles Vandervaart) (saison 3)
- 2021 : Tell Me Your Secrets : Bryce Slaughter (Jordan Elsass) (épisode 4)
- 2021 : Tribes of Europa : Elja (David Ali Rashed (de))
- 2021 : You : Joe Goldberg jeune (Jack Fischer) (saison 3)
- 2021-2022 : Locke and Key : Benjamin Locke (Carson MacCormac (en)) (3 épisodes)
- 2021-2022 : Qui a tué Sara ? : José María Lazcano jeune (Polo Morín) (23 épisodes)
- 2021-2023 : Shadow and Bone : La Saga Grisha : Kaz  « Brekker » Rietveld (Freddy Carter) (16 épisodes)
- depuis 2021 : Superman et Loïs : Jordan Kent (Alex Garfin)
- depuis 2021 : Chucky : Devon Evans (Björgvin Arnarson)
- 2022 : The Guardians of Justice : Sépia Spider (Ryan Ochoa)
- 2022 : Suspicion : Eddie Walker (Thom Rhys-Harries)
- 2022 : The Devil's Hour (en) : ? (?)
- 2022 : La Nuit où Laurier Gaudreault s'est réveillé : ? (?) (mini-série)
- 2022[n 2] : Héros fragile : Oh Beom-seok (Hong Kyung)
- depuis 2022 : The Cleaning Lady (en) : Chris (Sean Lew)
- 2023 : La Reine Charlotte : Un chapitre Bridgerton : Reynolds (Freddie Dennis) (mini-série)
- 2023 : La Traque dans le sang (en) : ? (?)
- 2023 : Le Griffon : Mark (Jeremias Meyer) (mini-série)
- 2023 : Hasta el cielo : La série (es) : Fito (Adrián Gordillo (es)) (7 épisodes)
- 2023 : À découvert (en) : ? (?)
- 2023 : The Changeling (en) : ? (?)
- 2024 : Masters of the Air : le sergent Ken Lemmons (Raff Law (en)) (mini-série)
- 2024 : Avatar, le dernier maître de l'air : Jin [Qui ?]
- 2024 : Tracker : le caissier (Zia Newton) (saison 1, épisode 1)
- 2025 : Chair de poule : Devin Brewer (Sam McCarthy (en)) (saison 2)
- 2025 : Le Crime à la Racine : Henry (Fabian Penje (sv)) (mini-série)
- 2025 : Faute de preuves : Armando (Martín Miller) (mini-série)
- 2025 : Olympo : Charlie Lago (Martí Cordero (es))

#### Séries d'animation
- 2013 : Mon robot et moi : Eugène
- 2014-2018 : Seven Deadly Sins : King (1re voix, saisons 1 et 2)
- 2015 : Objectif Blake ! : Blake
- 2015 : Les Grandes Grandes Vacances : Ernest Bonhoure
- 2015-2017 : Boule et Bill : Bill
- 2016 : Les Agents pop secrets : Twist
- 2017 : Les Légendaires : Danaël
- 2017 : Raiponce, la série : Varian
- 2018 : Vermin : Régis Mantos
- 2018 : Baki : voix additionnelles
- 2018 : Denver : Harry
- depuis 2018 : Arthur et les enfants de la table ronde : Arthur
- depuis 2018 : Craig de la crique : Craig
- 2019-2020 : Les pérégrinations d'Archibald : Archibald
- 2019-2021 : Power Players : Axel
- depuis 2019 : Boy, Girl, etc. : voix additionnelles
- 2020 : Glitch Techs : « Five »
- 2020-2021 : Ollie et le Monstrosac : Turner Fledge
- 2020-2022 : Jurassic World : La Colo du Crétacé : Kenji Kon
- 2020-2022 : Les Kassos : Alladech (épisode 63), Monsieur Kayak (épisode 68) et L (épisode 85)
- depuis 2020 : Solar Opposites : Yumyulack
- 2021 : Otis, à la rescousse ! : Sal
- 2021 : Presto ! le Manoir Magique : Vincent
- 2021 : Le Village enchanté de Pinocchio : Alibaba, Korat, Lumignon
- 2021 : M.O.D.O.K. : Lou[7]
- depuis 2021 :  Moi à ton âge ... : Paul
- 2023 : Maniac par Junji Itō : Anthologie Macabre : Koichi, Sonohara, Kamiyama, Akasaka et Ishida
- 2023 : SamSam : Sumomo (saison 3)
- depuis 2023 : Jessica et son petit monde (en) : Craig
- 2024 : Jurassic World : la Théorie du Chaos : Kenji Kon

### Jeux vidéo
- 2018 : Assassin's Creed Odyssey : voix additionnelles
- 2019 : A Plague Tale: Innocence : Arthur
- 2020 : Ghost of Tsushima : Jin jeune
- 2020 : Marvel's Avengers : Dante
- 2021 : Final Fantasy VII Remake : Épisode Yuffie : Polk
- 2022 : Lost Ark : voix additionnelles
- 2023 : Immortals of Aveum : Fife
- 2024 : Final Fantasy VII Rebirth : voix additionnelles
- 2024 : Dragon Age: The Veilguard : Jacobus

## Théâtre
- 2014 : Chère Elena de Ludmilla Razoumovskaïa, mise en scène Didier Long, Théâtre de poche Montparnasse
- 2018 : Miracle en Alabama de William Gibson, mise en scène Pierre Val, Théâtre La Bruyère
- 2023 Tournée  "le jeu de la vérité" Philippe Lelouche
- 2023 : Les Marchands d’étoiles de Anthony Michineau, mise en scène Julien Alluguette

## Chansons
- Générique de Objectif Blake !